# 불프로그 프로덕션
불프로그 프로덕션(Bullfrog Productions)은 잉글랜드 길퍼드에 위치한 영국의 비디오 게임 개발사이다. 1987년 피터 몰리뉴와 레스 에드거에 의해 설립되었으며 이 기업은 1989년 3번째 릴리스 파퓰러스라는 작품으로 명성을 얻었고 테마파크 (비디오 게임), 매직 카페트, 신디케이트, 던전 키퍼 등의 타이틀로도 유명해졌다. 불프로그라는 이름은 에드거와 몰리뉴의 다른 기업 타우루스 임팩트 시스템스의 장식에서 기원한다.
불프로그의 배급사 일렉트로닉 아츠는 1995년 1월 이 스튜디오를 인수했다. 1994년 몰리뉴는 일렉트로닉 아츠의 부사장이자 컨설턴트가 되었고, EA가 인수할 당시 불프로그의 상당한 지분을 가져갔다.

## 개발한 게임
- 테마파크 (비디오 게임)
- 테마병원
- 던전 키퍼
- 파퓰러스: 더 비기닝
- 퀘이크 3 아레나 (포팅)